# 241 E PLM 27

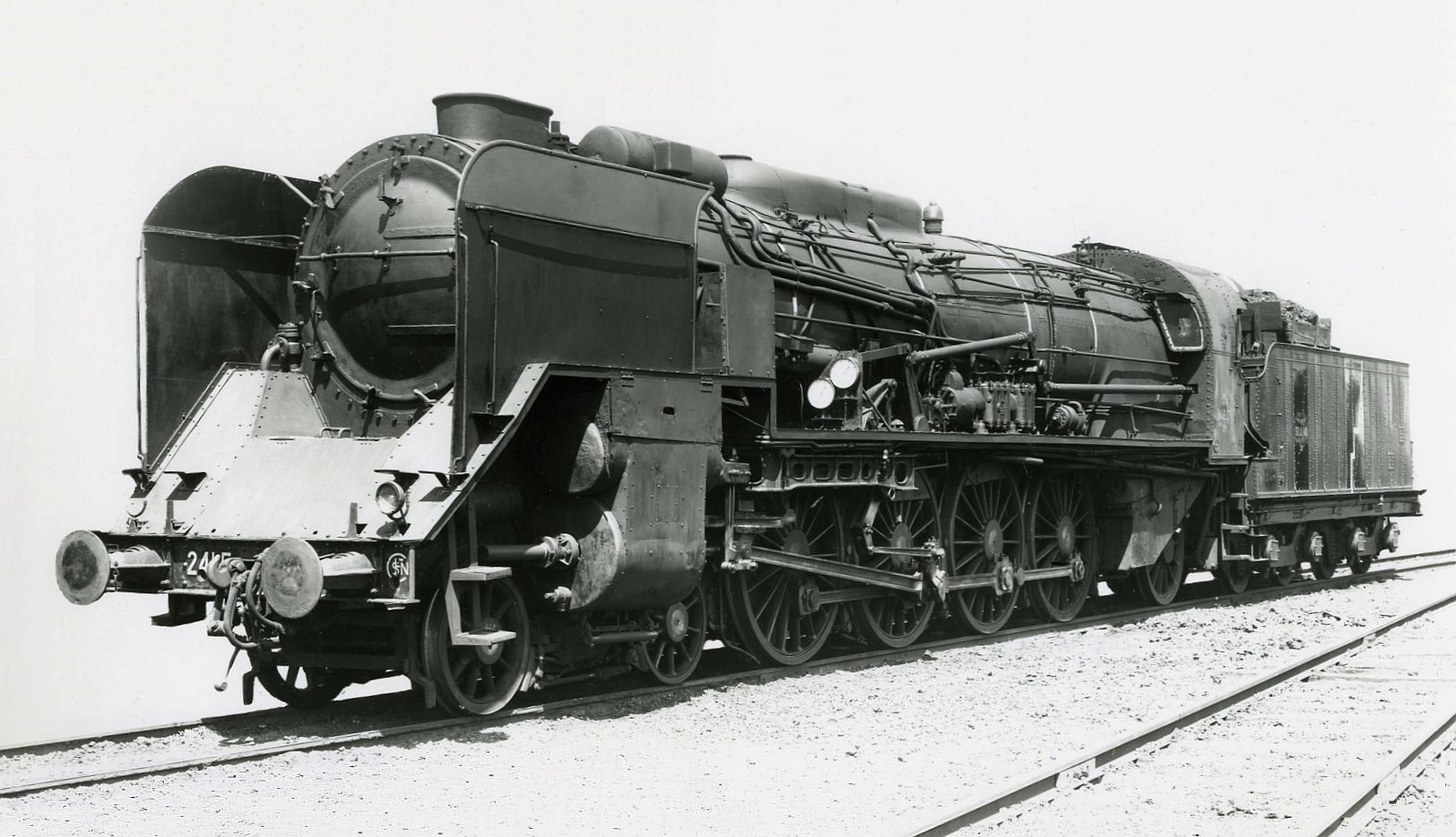
La 241 E 27

La 241 E 27 du PLM  est une locomotive issue de la série 241 A PLM 1 à 145, ayant subi certaines transformations. Ces travaux ont été réalisés par la SNCF sous la direction d'André Chapelon en 1941 au dépôt de Vénissieux.

## Transformations
Il s'agit de la 241 A 27 qui a reçu un stoker (système automatique d'alimentation du charbon entre le tender et la machine). 
La chaudière est timbrée à 20 kg.
L'embiellage a été modifié également, puisque la bielle motrice entraine le second essieu et permet à la machine de rouler à 120 km/h au lieu de 105 km/h. Le choix de cette disposition sera adopté ensuite lors de la construction des 241 P